# Aldair Domingos Paulo Neto
Aldair Domingos Paulo Neto (5 aprile 1998) è un canoista angolano.

## Biografia
Ai Giochi panafricani di Rabat 2019 ha vinto la medaglia d'argento nel C-2 200 metri e nel C-2 1000 metri, in coppia con il connazionale Manuel José Miego António.

## Palmarès
- Giochi panafricani

Rabat 2019: argento nel C-2 200 metri; argento nel C-2 1000 metri;